# Yaylasuyu, Çat
Yaylasuyu là một xã thuộc huyện Çat, tỉnh Erzurum, Thổ Nhĩ Kỳ. Dân số thời điểm năm 2011 là 255 người.